# NTN24
NTN24 (акронім від Nuestra Tele Noticias 24) — колумбійський безкоштовний (лише на цифровому наземному телебаченні) і кабельний телеканал новин, що належить Grupo RCN і управляється RCN Televisión.
NTN24 було запущено 3 листопада 2008 року, коли журналістку Клаудію Гурізатті було призначено першим редакційним директором каналу. Його головний штаб знаходиться в Боготі, Колумбія.